# Khatauli
Khatauli är en stad i den indiska delstaten Uttar Pradesh, och tillhör distriktet Muzaffarnagar. Folkmängden uppgick till 72 949 invånare vid folkräkningen 2011, med förorter 97 427 invånare.